# Dizzy
Dizzy es una serie de videojuegos desarrollados para computadores domésticos, en concreto para ordenadores Sinclair ZX Spectrum, por la compañía británica Code Masters, a partir de 1987. Algunos títulos fueron portados también a Amstrad CPC, Commodore 64, NES, SAM Coupe, Atari ST y Amiga. Alguno de los títulos de la serie, como Fantastic Dizzy (1991), no fueron publicados para ordenadores de 8 bits, sino para Sega Mega Drive/Genesis, Master System, Game Gear, NES, Amiga y DOS. El pack recopilatorio The Big 6 (1994) fue lanzado para Amiga CD32. Los juegos estaban basados en las aventuras de un personaje en forma de huevo llamado Dizzy.
La serie de videojuegos fue una de las más populares a finales de la década de 1980. Con posterioridad han sido creados otros juegos basados en el mismo personaje.

## Juegos oficiales
1987
- Dizzy: The Ultimate Cartoon Adventure (Dizzy)[2]

1988
- Treasure Island Dizzy (Dizzy 2)[3]

1989
- Fantasy World Dizzy (Dizzy 3)[4]
- Fast Food[5]

1990
- Magicland Dizzy (Dizzy 4)[6]
- Kwik Snax[7]
- Bubble Dizzy[8]

1991
- Dizzy Collection[9](compilación)
- Dizzy Down the Rapids[10]
- Spellbound Dizzy (Dizzy 5)[11]
- Dizzy: Prince of the Yolkfolk (Dizzy 6)[12]
- Dizzy's Excellent Adventures[13](compilación)
- Panic Dizzy[14]
- Fantastic Dizzy (The Fantastic Adventures of Dizzy)[15]

1992
- Crystal Kingdom Dizzy (Dizzy 7)[16]
- The Excellent Dizzy Collection[17](compilación)

1994
- The Big 6[18](compilación)

2015
- Wonderland Dizzy

2016
- Dreamworld Pogie

2017
- Mystery World Dizzy

2020
- Wonderful Dizzy (Dizzy 8)

### Títulos cancelados
- Learn With Dizzy
- Dizzy Returns